# Potamophilops cinereus
Potamophilops cinereus is een keversoort uit de familie beekkevers (Elmidae). De wetenschappelijke naam van de soort werd in 1837 gepubliceerd door Charles Émile Blanchard.